# Clasificación de AFC para la Copa Mundial de Fútbol de 2010
Para la Copa Mundial de Fútbol de 2010, la Confederación Asiática de Fútbol (AFC, por su sigla en inglés) contó con cuatro cupos directos y un quinto equipo que disputó una repesca frente a Nueva Zelanda, ganadora del proceso clasificatorio de Oceanía. 43 equipos se inscribieron originalmente para participar en el torneo, es decir, la totalidad de los miembros de la AFC a excepción de Brunéi, Filipinas y Laos. Además, marca la primera participación de Australia en este tipo de competiciones tras su retiro de la OFC y su ingreso a la AFC.
Los 43 equipos fueron divididos en tres grupos de acuerdo a su progreso en la clasificatoria para la Copa Mundial de Fútbol de 2006.
| Cabezas de serie                                                 | Grupo A | Grupo B |
| ---------------------------------------------------------------- | --- | --- |
| 1. Australia 2. Corea del Sur 3. Arabia Saudita 4. Japón 5. Irán | 1. Baréin 2. Uzbekistán 3. Kuwait 4. Corea del Norte 5. China 6. Jordania 7. Irak 8. Líbano 9. Omán 10. Emiratos Árabes Unidos 11. Catar 12. Siria 13. Palestina 14. Tailandia 15. Turkmenistán 16. Tayikistán 17. Indonesia 18. Hong Kong 19. Yemen | 1. Vietnam 2. Kirguistán 3. Maldivas 4. India 5. Singapur 6. Sri Lanka 7. Malasia 8. China Taipéi 9. Bangladés 10. Macao 11. Pakistán 12. Afganistán 13. Mongolia 14. Guam 15. Nepal 16. Camboya 17. Bután 18. Birmania 19. Timor Oriental |

Los cinco equipos que clasificaron a la fase final del Mundial de 2006 quedaron como cabezas de serie y clasificaron automáticamente a la tercera ronda del proceso clasificatorio. 19 parejas fueron formadas con un equipo del grupo A y otro del grupo B en un sorteo realizado el 6 de agosto de 2007 en Bukit Jalil, Malasia. Los once mejores ganadores de estos encuentros clasificaron directamente a la tercera ronda. Los ocho ganadores con la clasificación más baja en la distribución anterior jugarán una segunda ronda, en partidos de ida y vuelta, para determinar a cuatro clasificados para la tercera ronda. En la tercera ronda, todos los equipos aún en carrera se dividirán en cinco grupos de cuatro equipos y jugarán un sistema de todos contra todos. Los dos mejores equipos de cada grupo serán nuevamente divididos en dos grupos de cinco equipos; en este nuevo sistema grupal, los dos mejores equipos de cada grupo clasificarán a la Copa Mundial de Fútbol de 2010, mientras que los dos combinados que queden en la tercera posición se enfrentarán a dos partidos de repechaje para determinar el representante continental para la repesca ante el equipo ganador del torneo oceánico.

## Primera ronda
Tras el sorteo, los equipos de Bután y de Guam se retiraron por lo que Kuwait e Indonesia, sus respectivos contrincantes, clasificaron a las rondas siguientes por walkover.
Por motivos de seguridad, los partidos de local de las selecciones de Birmania, Irak, Palestina, Afganistán y Timor Oriental se jugaron en cancha neutral.
| Fecha                 | Lugar                  |                        |                       | Resultado           |                       |                        |
| --------------------- | ---------------------- | ---------------------- | --------------------- | ------------------- | --------------------- | ---------------------- |
| 8 de octubre de 2007  | Daca                   | Bangladés              |                       | 1:1 (0:0)           |                       | Tayikistán             |
| 28 de octubre de 2007 | Dusambé                | Tayikistán             |                       | 5:0 (0:0)           |                       | Bangladés              |
| 8 de octubre de 2007  | Bangkok                | Tailandia              |                       | 6:1 (2:1)           |                       | Macao                  |
| 15 de octubre de 2007 | Macao                  | Macao                  |                       | 1:7 (0:3)           |                       | Tailandia              |
| 8 de octubre de 2007  | Damasco                | Siria                  |                       | 3:0 (0:0)           | Bandera de Afganistán | Afganistán             |
| 26 de octubre de 2007 | Dusambé (Tayikistán)   | Afganistán             | Bandera de Afganistán | 1:2 (1:1)           |                       | Siria                  |
| 8 de octubre de 2007  | Sidón                  | Líbano                 |                       | 4:1 (1:1)           |                       | India                  |
| 30 de octubre de 2007 | Goa                    | India                  |                       | 2:2 (1:0)           |                       | Líbano                 |
| 8 de octubre de 2007  | Hanói                  | Vietnam                |                       | 0:1 (0:0)           |                       | Emiratos Árabes Unidos |
| 28 de octubre de 2007 | Abu Dabi               | Emiratos Árabes Unidos |                       | 5:0 (2:0)           |                       | Vietnam                |
| 8 de octubre de 2007  | Saná                   | Yemen                  |                       | 3:0 (1:0)           |                       | Maldivas               |
| 28 de octubre de 2007 | Malé                   | Maldivas               |                       | 2:0 (1:0)           |                       | Yemen                  |
| 8 de octubre de 2007  | Doha (Catar)           | Palestina              |                       | 0:4 (0:1)           |                       | Singapur               |
| 28 de octubre de 2007 | Singapur               | Singapur               |                       | 3:0 (wo)            |                       | Palestina              |
| 8 de octubre de 2007  | Mascate                | Omán                   |                       | 2:0 (2:0)           | Bandera de Nepal      | Nepal                  |
| 28 de octubre de 2007 | Katmandú               | Nepal                  | Bandera de Nepal      | 0:2 (0:1)           |                       | Omán                   |
| 11 de octubre de 2007 | Phnom Penh             | Camboya                |                       | 0:1 (0:0)           |                       | Turkmenistán           |
| 28 de octubre de 2007 | Asjabad                | Turkmenistán           |                       | 4:1 (1:1)           |                       | Camboya                |
| 13 de octubre de 2007 | Taskent                | Uzbekistán             |                       | 9:0 (5:0)           |                       | China Taipéi           |
| 28 de octubre de 2007 | Taipéi                 | China Taipéi           |                       | 0:2 (0:0)           |                       | Uzbekistán             |
| 18 de octubre de 2007 | Biskek                 | Kirguistán             |                       | 2:0 (1:0)           |                       | Jordania               |
| 28 de octubre de 2007 | Amán                   | Jordania               |                       | 2:0 (2:0, 1:0)6:5 p |                       | Kirguistán             |
| 21 de octubre de 2007 | Ulán Bator             | Mongolia               |                       | 1:4 (0:3)           |                       | Corea del Norte        |
| 28 de octubre de 2007 | Pionyang               | Corea del Norte        |                       | 5:1 (3:1)           |                       | Mongolia               |
| 21 de octubre de 2007 | Gianyar (Indonesia)    | Timor Oriental         |                       | 2:3 (1:2)           |                       | Hong Kong              |
| 28 de octubre de 2007 | Hong Kong              | Hong Kong              |                       | 8:1 (2:0)           |                       | Timor Oriental         |
| 21 de octubre de 2007 | Colombo                | Sri Lanka              |                       | 0:1 (0:0)           |                       | Catar                  |
| 28 de octubre de 2007 | Doha                   | Catar                  |                       | 5:0 (2:0)           |                       | Sri Lanka              |
| 21 de octubre de 2007 | Manama                 | Baréin                 |                       | 4:1 (2:1)           |                       | Malasia                |
| 28 de octubre de 2007 | Kuala Lumpur           | Malasia                |                       | 0:0                 |                       | Baréin                 |
| 21 de octubre de 2007 | Foshan                 | China                  |                       | 7:0 (2:0)           |                       | Birmania               |
| 28 de octubre de 2007 | Kuala Lumpur (Malasia) | Birmania               |                       | 0:4 (0:4)           |                       | China                  |
| 22 de octubre de 2007 | Lahore                 | Pakistán               |                       | 0:7 (0:2)           |                       | Irak                   |
| 28 de octubre de 2007 | Damasco (Siria)        | Irak                   |                       | 0:0                 |                       | Pakistán               |

## Segunda ronda
De los diecinueve ganadores de la primera ronda, los ocho peor indexados en la clasificación de la FIFA deben enfrentar la segunda ronda. Los ocho equipos fueron emparejados en cuatro parejas que enfrentaron partidos de ida y vuelta entre los días 9 y 18 de noviembre de 2007.
| Fecha                   | Lugar     |              |  | Resultado |  |              |
| ----------------------- | --------- | ------------ |  | --------- |  | ------------ |
| 10 de noviembre de 2007 | Hong Kong | Hong Kong    |  | 0:0       |  | Turkmenistán |
| 18 de noviembre de 2007 | Asjabad   | Turkmenistán |  | 3:0 (1:0) |  | Hong Kong    |
| 9 de noviembre de 2007  | Saná      | Yemen        |  | 1:1 (1:1) |  | Tailandia    |
| 18 de noviembre de 2007 | Bangkok   | Tailandia    |  | 1:0 (1:0) |  | Yemen        |
| 9 de noviembre de 2007  | Singapur  | Singapur     |  | 2:0 (2:0) |  | Tayikistán   |
| 18 de noviembre de 2007 | Dusambé   | Tayikistán   |  | 1:1 (1:1) |  | Singapur     |
| 9 de noviembre de 2007  | Yakarta   | Indonesia    |  | 1:4 (1:3) |  | Siria        |
| 18 de noviembre de 2007 | Damasco   | Siria        |  | 7:0 (2:0) |  | Indonesia    |

## Tercera ronda
Los veinte equipos clasificados a esta ronda fueron divididos en cinco grupos de cuatro equipos que jugarán un sistema de todos-contra-todos de dos vueltas y en el que los dos mejores equipos de cada grupo clasificarán a la siguiente ronda. Para ello, los equipos fueron divididos en cuatro bombos basados en su ranking mundial para posteriormente ser sorteados el 25 de noviembre de 2007 en Durban, Sudáfrica.

### Grupo 1
| Equipo    | Pts | PJ | PG | PE | PP | GF | GC | Dif |
| --------- | --- | -- | -- | -- | -- | -- | -- | --- |
| Australia | 10  | 6  | 3  | 1  | 2  | 7  | 3  | +4  |
| Catar     | 10  | 6  | 3  | 1  | 2  | 5  | 6  | -1  |
| Irak      | 7   | 6  | 2  | 1  | 3  | 4  | 6  | -2  |
| China     | 6   | 6  | 1  | 3  | 2  | 3  | 4  | -1  |

| Fecha                | Lugar                      |           |  | Resultado |  |           |
| -------------------- | -------------------------- | --------- |  | --------- |  | --------- |
| 6 de febrero de 2008 | Melbourne                  | Australia |  | 3:0 (3:0) |  | Catar     |
| 6 de febrero de 2008 | Dubái (Emiratos Árabes U.) | Irak      |  | 1:1 (0:0) |  | China     |
| 26 de marzo de 2008  | Kunming                    | China     |  | 0:0       |  | Australia |
| 26 de marzo de 2008  | Doha                       | Catar     |  | 2:0 (1:0) |  | Irak      |
| 1 de junio de 2008   | Brisbane                   | Australia |  | 1:0 (0:0) |  | Irak      |
| 2 de junio de 2008   | Doha                       | Catar     |  | 0:0       |  | China     |
| 7 de junio de 2008   | Dubái (Emiratos Árabes U.) | Irak      |  | 1:0 (1:0) |  | Australia |
| 7 de junio de 2008   | Tianjin                    | China     |  | 0:1 (0:1) |  | Catar     |
| 14 de junio de 2008  | Tianjin                    | China     |  | 1:2 (1:1) |  | Irak      |
| 14 de junio de 2008  | Doha                       | Catar     |  | 1:3 (0:1) |  | Australia |
| 22 de junio de 2008  | Sídney                     | Australia |  | 0:1 (0:1) |  | China     |
| 22 de junio de 2008  | Dubái (Emiratos Árabes U.) | Irak      |  | 0:1 (0:0) |  | Catar     |

### Grupo 2
| Equipo    | Pts | PJ | PG | PE | PP | GF | GC | Dif |
| --------- | --- | -- | -- | -- | -- | -- | -- | --- |
| Japón     | 13  | 6  | 4  | 1  | 1  | 12 | 3  | +9  |
| Baréin    | 11  | 6  | 3  | 2  | 1  | 7  | 5  | +2  |
| Omán      | 8   | 6  | 2  | 2  | 2  | 5  | 7  | -2  |
| Tailandia | 1   | 6  | 0  | 1  | 5  | 5  | 14 | -9  |

| Fecha                | Lugar    |           |  | Resultado |  |           |
| -------------------- | -------- | --------- |  | --------- |  | --------- |
| 6 de febrero de 2008 | Saitama  | Japón     |  | 4:1 (1:1) |  | Tailandia |
| 6 de febrero de 2008 | Mascate  | Omán      |  | 0:1 (0:1) |  | Baréin    |
| 26 de marzo de 2008  | Riffa    | Baréin    |  | 1:0 (0:0) |  | Japón     |
| 26 de marzo de 2008  | Bangkok  | Tailandia |  | 0:1 (0:1) |  | Omán      |
| 2 de junio de 2008   | Yokohama | Japón     |  | 3:0 (2:0) |  | Omán      |
| 2 de junio de 2008   | Bangkok  | Tailandia |  | 2:3 (2:2) |  | Baréin    |
| 7 de junio de 2008   | Mascate  | Omán      |  | 1:1 (1:0) |  | Japón     |
| 7 de junio de 2008   | Riffa    | Baréin    |  | 1:1 (0:0) |  | Tailandia |
| 14 de junio de 2008  | Riffa    | Baréin    |  | 1:1 (1:0) |  | Omán      |
| 14 de junio de 2008  | Bangkok  | Tailandia |  | 0:3 (0:2) |  | Japón     |
| 22 de junio de 2008  | Saitama  | Japón     |  | 1:0 (0:0) |  | Baréin    |
| 22 de junio de 2008  | Mascate  | Omán      |  | 2:1 (0:1) |  | Tailandia |

### Grupo 3
| Equipo          | Pts | PJ | PG | PE | PP | GF | GC | Dif |
| --------------- | --- | -- | -- | -- | -- | -- | -- | --- |
| Corea del Sur   | 12  | 6  | 3  | 3  | 0  | 10 | 3  | +7  |
| Corea del Norte | 12  | 6  | 3  | 3  | 0  | 4  | 0  | +4  |
| Jordania        | 7   | 6  | 2  | 1  | 3  | 6  | 6  | 0   |
| Turkmenistán    | 1   | 6  | 0  | 1  | 5  | 1  | 12 | -11 |

| Fecha                | Lugar            |                 |  | Resultado |  |                 |
| -------------------- | ---------------- | --------------- |  | --------- |  | --------------- |
| 6 de febrero de 2008 | Seúl             | Corea del Sur   |  | 4:0 (1:0) |  | Turkmenistán    |
| 6 de febrero de 2008 | Amán             | Jordania        |  | 0:1 (0:1) |  | Corea del Norte |
| 26 de marzo de 2008  | Shanghái (China) | Corea del Norte |  | 0:0       |  | Corea del Sur   |
| 26 de marzo de 2008  | Asjabad          | Turkmenistán    |  | 0:2 (0:1) |  | Jordania        |
| 31 de mayo de 2008   | Seúl             | Corea del Sur   |  | 2:2 (1:0) |  | Jordania        |
| 2 de junio de 2008   | Asjabad          | Turkmenistán    |  | 0:0       |  | Corea del Norte |
| 7 de junio de 2008   | Amán             | Jordania        |  | 0:1 (0:1) |  | Corea del Sur   |
| 7 de junio de 2008   | Pionyang         | Corea del Norte |  | 1:0 (0:0) |  | Turkmenistán    |
| 14 de junio de 2008  | Pionyang         | Corea del Norte |  | 2:0 (1:0) |  | Jordania        |
| 14 de junio de 2008  | Asjabad          | Turkmenistán    |  | 1:3 (0:1) |  | Corea del Sur   |
| 22 de junio de 2008  | Seúl             | Corea del Sur   |  | 0:0       |  | Corea del Norte |
| 22 de junio de 2008  | Amán             | Jordania        |  | 2:0 (0:0) |  | Turkmenistán    |

### Grupo 4
| Equipo         | Pts | PJ | PG | PE | PP | GF | GC | Dif |
| -------------- | --- | -- | -- | -- | -- | -- | -- | --- |
| Uzbekistán     | 15  | 6  | 5  | 0  | 1  | 17 | 7  | +10 |
| Arabia Saudita | 15  | 6  | 5  | 0  | 1  | 15 | 5  | +10 |
| Singapur       | 6   | 6  | 2  | 0  | 4  | 7  | 16 | -9  |
| Líbano         | 0   | 6  | 0  | 0  | 6  | 3  | 14 | -11 |

| Fecha                | Lugar                 |                |  | Resultado |  |                |
| -------------------- | --------------------- | -------------- |  | --------- |  | -------------- |
| 6 de febrero de 2008 | Riad                  | Arabia Saudita |  | 2:0 (1:0) |  | Singapur       |
| 6 de febrero de 2008 | Beirut                | Líbano         |  | 0:1 (0:1) |  | Uzbekistán     |
| 26 de marzo de 2008  | Taskent               | Uzbekistán     |  | 3:0 (1:0) |  | Arabia Saudita |
| 26 de marzo de 2008  | Singapur              | Singapur       |  | 2:0 (2:0) |  | Líbano         |
| 2 de junio de 2008   | Riad                  | Arabia Saudita |  | 4:1 (1:1) |  | Líbano         |
| 2 de junio de 2008   | Singapur              | Singapur       |  | 3:7 (2:5) |  | Uzbekistán     |
| 7 de junio de 2008   | Riad (Arabia Saudita) | Líbano         |  | 1:2 (0:1) |  | Arabia Saudita |
| 7 de junio de 2008   | Taskent               | Uzbekistán     |  | 1:0 (0:0) |  | Singapur       |
| 14 de junio de 2008  | Taskent               | Uzbekistán     |  | 3:0 (0:0) |  | Líbano         |
| 14 de junio de 2008  | Singapur              | Singapur       |  | 0:2 (0:1) |  | Arabia Saudita |
| 22 de junio de 2008  | Riad                  | Arabia Saudita |  | 4:0 (2:0) |  | Uzbekistán     |
| 22 de junio de 2008  | Beirut                | Líbano         |  | 1:2 (0:0) |  | Singapur       |

### Grupo 5
| Equipo                 | Pts | PJ | PG | PE | PP | GF | GC | Dif |
| ---------------------- | --- | -- | -- | -- | -- | -- | -- | --- |
| Irán                   | 12  | 6  | 3  | 3  | 0  | 7  | 2  | +5  |
| Emiratos Árabes Unidos | 8   | 6  | 2  | 2  | 2  | 7  | 7  | 0   |
| Siria                  | 8   | 6  | 2  | 2  | 2  | 7  | 8  | -1  |
| Kuwait                 | 4   | 6  | 1  | 1  | 4  | 8  | 12 | -4  |

| Fecha                | Lugar            |                        |                  | Resultado |                  |                        |
| -------------------- | ---------------- | ---------------------- | ---------------- | --------- | ---------------- | ---------------------- |
| 6 de febrero de 2008 | Teherán          | Irán                   |                  | 0:0       | Bandera de Siria | Siria                  |
| 6 de febrero de 2008 | Abu Dabi         | Emiratos Árabes Unidos |                  | 2:0 (1:0) |                  | Kuwait                 |
| 26 de marzo de 2008  | Ciudad de Kuwait | Kuwait                 |                  | 2:2 (1:2) |                  | Irán                   |
| 26 de marzo de 2008  | Damasco          | Siria                  | Bandera de Siria | 1:1 (1:0) |                  | Emiratos Árabes Unidos |
| 2 de junio de 2008   | Teherán          | Irán                   |                  | 0:0       |                  | Emiratos Árabes Unidos |
| 2 de junio de 2008   | Damasco          | Siria                  | Bandera de Siria | 1:0 (0:0) |                  | Kuwait                 |
| 7 de junio de 2008   | Al Ain           | Emiratos Árabes Unidos |                  | 0:1 (0:1) |                  | Irán                   |
| 7 de junio de 2008   | Ciudad de Kuwait | Kuwait                 |                  | 4:2 (2:2) | Bandera de Siria | Siria                  |
| 14 de junio de 2008  | Ciudad de Kuwait | Kuwait                 |                  | 2:3 (0:2) |                  | Emiratos Árabes Unidos |
| 14 de junio de 2008  | Damasco          | Siria                  | Bandera de Siria | 0:2 (0:0) |                  | Irán                   |
| 22 de junio de 2008  | Teherán          | Irán                   |                  | 2:0 (1:0) |                  | Kuwait                 |
| 22 de junio de 2008  | Al Ain           | Emiratos Árabes Unidos |                  | 1:3 (0:1) | Bandera de Siria | Siria                  |

## Cuarta ronda
Los diez clasificados se dividen en dos grupos de cinco equipos y juegan una liguilla al igual que en la ronda anterior. Los dos mejores equipos de cada grupo avanzan a la Copa Mundial, mientras que los dos terceros juegan partidos definitorios para elegir al representante para la repesca intercontinental contra el ganador de la clasificación de Oceanía, Nueva Zelanda.

### Grupo 1
| Equipo     | Pts | PJ | PG | PE | PP | GF | GC | Dif |
| ---------- | --- | -- | -- | -- | -- | -- | -- | --- |
| Australia  | 20  | 8  | 6  | 2  | 0  | 12 | 1  | +11 |
| Japón      | 15  | 8  | 4  | 3  | 1  | 11 | 6  | +5  |
| Baréin     | 10  | 8  | 3  | 1  | 4  | 6  | 8  | -2  |
| Catar      | 6   | 8  | 1  | 3  | 4  | 5  | 14 | -9  |
| Uzbekistán | 4   | 8  | 1  | 1  | 6  | 5  | 10 | -5  |

| Fecha                    | Lugar     |            |  | Resultado |  |            |
| ------------------------ | --------- | ---------- |  | --------- |  | ---------- |
| 6 de septiembre de 2008  | Riffa     | Baréin     |  | 2:3 (0:2) |  | Japón      |
| 6 de septiembre de 2008  | Doha      | Catar      |  | 3:0 (1:0) |  | Uzbekistán |
| 10 de septiembre de 2008 | Taskent   | Uzbekistán |  | 0:1 (0:1) |  | Australia  |
| 10 de septiembre de 2008 | Doha      | Catar      |  | 1:1 (1:0) |  | Baréin     |
| 15 de octubre de 2008    | Brisbane  | Australia  |  | 4:0 (2:0) |  | Catar      |
| 15 de octubre de 2008    | Saitama   | Japón      |  | 1:1 (1:1) |  | Uzbekistán |
| 19 de noviembre de 2008  | Doha      | Catar      |  | 0:3 (0:1) |  | Japón      |
| 19 de noviembre de 2008  | Riffa     | Baréin     |  | 0:1 (0:0) |  | Australia  |
| 11 de febrero de 2009    | Yokohama  | Japón      |  | 0:0       |  | Australia  |
| 11 de febrero de 2009    | Taskent   | Uzbekistán |  | 0:1 (0:0) |  | Baréin     |
| 28 de marzo de 2009      | Saitama   | Japón      |  | 1:0 (0:0) |  | Baréin     |
| 28 de marzo de 2009      | Taskent   | Uzbekistán |  | 4:0 (2:0) |  | Catar      |
| 1 de abril de 2009       | Sídney    | Australia  |  | 2:0 (0:0) |  | Uzbekistán |
| 1 de abril de 2009       | Riffa     | Baréin     |  | 1:0 (0:0) |  | Catar      |
| 6 de junio de 2009       | Doha      | Catar      |  | 0:0       |  | Australia  |
| 6 de junio de 2009       | Taskent   | Uzbekistán |  | 0:1 (0:1) |  | Japón      |
| 10 de junio de 2009      | Yokohama  | Japón      |  | 1:1 (1:0) |  | Catar      |
| 10 de junio de 2009      | Sídney    | Australia  |  | 2:0 (0:0) |  | Baréin     |
| 17 de junio de 2009      | Riffa     | Baréin     |  | 1:0 (0:0) |  | Uzbekistán |
| 17 de junio de 2009      | Melbourne | Australia  |  | 2:1 (0:1) |  | Japón      |

### Grupo 2
| Equipo                 | Pts | PJ | PG | PE | PP | GF | GC | Dif |
| ---------------------- | --- | -- | -- | -- | -- | -- | -- | --- |
| Corea del Sur          | 16  | 8  | 4  | 4  | 0  | 12 | 4  | +8  |
| Corea del Norte        | 12  | 8  | 3  | 3  | 2  | 7  | 5  | +2  |
| Arabia Saudita         | 12  | 8  | 3  | 3  | 2  | 8  | 8  | 0   |
| Irán                   | 11  | 8  | 2  | 5  | 1  | 8  | 7  | +1  |
| Emiratos Árabes Unidos | 1   | 8  | 0  | 1  | 7  | 6  | 17 | -11 |

| Fecha                    | Lugar            |                        |  | Resultado |  |                        |
| ------------------------ | ---------------- | ---------------------- |  | --------- |  | ---------------------- |
| 6 de septiembre de 2008  | Abu Dabi         | Emiratos Árabes Unidos |  | 1:2 (0:0) |  | Corea del Norte        |
| 6 de septiembre de 2008  | Riad             | Arabia Saudita         |  | 1:1 (1:0) |  | Irán                   |
| 10 de septiembre de 2008 | Shanghái (China) | Corea del Norte        |  | 1:1 (0:0) |  | Corea del Sur          |
| 10 de septiembre de 2008 | Abu Dabi         | Emiratos Árabes Unidos |  | 1:2 (1:0) |  | Arabia Saudita         |
| 15 de octubre de 2008    | Seúl             | Corea del Sur          |  | 4:1 (2:0) |  | Emiratos Árabes Unidos |
| 15 de octubre de 2008    | Teherán          | Irán                   |  | 2:1 (1:0) |  | Corea del Norte        |
| 19 de noviembre de 2008  | Abu Dabi         | Emiratos Árabes Unidos |  | 1:1 (1:0) |  | Irán                   |
| 19 de noviembre de 2008  | Riad             | Arabia Saudita         |  | 0:2 (0:0) |  | Corea del Sur          |
| 11 de febrero de 2009    | Pionyang         | Corea del Norte        |  | 1:0 (1:0) |  | Arabia Saudita         |
| 11 de febrero de 2009    | Teherán          | Irán                   |  | 1:1 (0:0) |  | Corea del Sur          |
| 28 de marzo de 2009      | Teherán          | Irán                   |  | 1:2 (0:0) |  | Arabia Saudita         |
| 28 de marzo de 2009      | Pionyang         | Corea del Norte        |  | 2:0 (0:0) |  | Emiratos Árabes Unidos |
| 1 de abril de 2009       | Seúl             | Corea del Sur          |  | 1:0 (0:0) |  | Corea del Norte        |
| 1 de abril de 2009       | Riad             | Arabia Saudita         |  | 3:2 (1:2) |  | Emiratos Árabes Unidos |
| 6 de junio de 2009       | Abu Dabi         | Emiratos Árabes Unidos |  | 0:2 (0:2) |  | Corea del Sur          |
| 6 de junio de 2009       | Pionyang         | Corea del Norte        |  | 0:0       |  | Irán                   |
| 10 de junio de 2009      | Teherán          | Irán                   |  | 1:0 (0:0) |  | Emiratos Árabes Unidos |
| 10 de junio de 2009      | Seúl             | Corea del Sur          |  | 0:0       |  | Arabia Saudita         |
| 17 de junio de 2009      | Riad             | Arabia Saudita         |  | 0:0       |  | Corea del Norte        |
| 17 de junio de 2009      | Seúl             | Corea del Sur          |  | 1:1 (0:0) |  | Irán                   |

## Repesca por el quinto lugar
Los dos países que finalizaron en el tercer lugar de los grupos A y B se enfrentaron entre sí para definir al quinto puesto de las eliminatorias, el vencedor fue Baréin, que empató ambos encuentros pero resultó favorecido por la regla del gol de visitante. Esta selección enfrentó posteriormente a Nueva Zelanda por una plaza para la Copa Mundial de Fútbol, resultando favorecido el campeón de la OFC.
| 5 de septiembre de 2009 | Baréin | 0:0     | Arabia Saudita | Estadio Nacional de Baréin, Riffa                            |                                                              |
|                         |        | Reporte |                | Asistencia: 16.000 espectadores Árbitro(s): Yuichi Nishimura | Asistencia: 16.000 espectadores Árbitro(s): Yuichi Nishimura |

| 9 de septiembre de 2009 | Arabia Saudita                        | 2:2 (1:1) | Baréin                            | Estadio Rey Fahd, Riad                                      |                                                             |
|                         | Al-Shamrani 13' · Al-Montashari 90+1' | Reporte   | Okwunwanne 42' · Abdullatif 90+3' | Asistencia: 50.000 espectadores Árbitro(s): Ravshan Irmatov | Asistencia: 50.000 espectadores Árbitro(s): Ravshan Irmatov |

## Repesca contra Campeón de laOFC
| 10 de octubre de 2009, 18:30 (UTC+3) | Baréin | 0:0     | Nueva Zelanda | Estadio Nacional de Baréin, Riffa                         |                                                           |
|                                      |        | Reporte |               | Asistencia: 33.000 espectadores Árbitro(s): Viktor Kassai | Asistencia: 33.000 espectadores Árbitro(s): Viktor Kassai |

| 14 de noviembre de 2009, 20:00 (UTC+13) | Nueva Zelanda | 1:0 (1:0) | Baréin | Westpac Stadium, Wellington                                 |                                                             |
|                                         | Fallon 45'    | Reporte   |        | Asistencia: 35.000 espectadores Árbitro(s): Jorge Larrionda | Asistencia: 35.000 espectadores Árbitro(s): Jorge Larrionda |

## Clasificados
| Bandera de Australia | Bandera de Japón | Bandera de Corea del Sur | Bandera de Corea del Norte |
| Australia            | Japón            | Corea del Sur            | Corea del Norte            |
| Ganador del Grupo 1  | 2° del Grupo 1   | Ganador del Grupo 2      | 2° del Grupo 2             |

## Posiciones Finales
| Equipo | Equipo                 | Pts | PJ | PG | PE | PP | GF | GC | Dif | Rend  |
| ------ | ---------------------- | --- | -- | -- | -- | -- | -- | -- | --- | ----- |
| 1      | Australia              | 30  | 14 | 9  | 3  | 2  | 19 | 4  | +15 | 71,4% |
| 2      | Corea del Norte        | 30  | 16 | 8  | 6  | 2  | 20 | 7  | +13 | 62,5% |
| 3      | Corea del Sur          | 28  | 14 | 7  | 7  | 0  | 22 | 7  | +15 | 66,6% |
| 4      | Japón                  | 28  | 14 | 8  | 4  | 2  | 23 | 9  | +14 | 66,6% |
| 5      | Baréin                 | 27  | 18 | 7  | 6  | 5  | 19 | 16 | +3  | 50,0% |
| 6      | Arabia Saudita         | 27  | 16 | 8  | 5  | 3  | 22 | 13 | +8  | 56,2% |
| 7      | Irán                   | 23  | 14 | 5  | 8  | 1  | 15 | 9  | +6  | 54,7% |
| 8      | Uzbekistán             | 25  | 16 | 8  | 1  | 7  | 31 | 17 | +14 | 52,0% |
| 9      | Catar                  | 22  | 16 | 6  | 4  | 6  | 16 | 20 | -4  | 45,8% |
| 10     | Emiratos Árabes Unidos | 15  | 16 | 4  | 3  | 9  | 19 | 24 | -5  | 31,2% |
| 11     | Siria                  | 20  | 10 | 6  | 2  | 2  | 23 | 10 | +13 | 66,6% |
| 12     | Singapur               | 16  | 10 | 5  | 1  | 4  | 17 | 14 | +3  | 53,3% |
| 13     | Omán                   | 14  | 8  | 4  | 2  | 2  | 9  | 7  | +2  | 58,3% |
| 14     | Irak                   | 11  | 8  | 3  | 2  | 3  | 11 | 6  | +5  | 45,8% |
| 15     | China                  | 12  | 8  | 3  | 3  | 2  | 14 | 4  | +10 | 50,0% |
| 16     | Turkmenistán           | 11  | 10 | 3  | 2  | 5  | 9  | 13 | -4  | 36,6% |
| 17     | Tailandia              | 10  | 10 | 3  | 2  | 5  | 18 | 16 | +2  | 33,3% |
| 18     | Jordania               | 10  | 8  | 3  | 1  | 4  | 8  | 8  | 0   | 41,6% |
| 19     | Kuwait                 | 4   | 6  | 1  | 1  | 4  | 8  | 12 | -4  | 22,2% |
| 20     | Líbano                 | 4   | 6  | 1  | 1  | 4  | 9  | 17 | -8  | 22,2% |
| 21     | Hong Kong              | 7   | 4  | 2  | 1  | 1  | 11 | 6  | +5  | 58,3% |
| 22     | Tayikistán             | 5   | 4  | 1  | 2  | 1  | 7  | 4  | +3  | 41,6% |
| 23     | Yemen                  | 4   | 4  | 1  | 1  | 2  | 4  | 4  | 0   | 33,3% |
| 24     | Indonesia              | 0   | 2  | 0  | 0  | 2  | 1  | 11 | -10 | 0,0%  |
| 25     | Kirguistán             | 3   | 2  | 1  | 0  | 1  | 2  | 2  | 0   | 50,0% |
| 26     | Maldivas               | 3   | 2  | 1  | 0  | 1  | 2  | 3  | -1  | 50,0% |
| 27     | India                  | 1   | 2  | 0  | 1  | 1  | 3  | 6  | -3  | 16,6% |
| 28     | Malasia                | 1   | 2  | 0  | 1  | 1  | 1  | 4  | -3  | 16,6% |
| 29     | Bangladés              | 1   | 2  | 0  | 1  | 1  | 1  | 6  | -5  | 16,6% |
| 30     | Pakistán               | 1   | 2  | 0  | 1  | 1  | 0  | 7  | -7  | 16,6% |
| 31     | Afganistán             | 0   | 2  | 0  | 0  | 2  | 1  | 5  | -4  | 0,0%  |
| 31     | Camboya                | 0   | 2  | 0  | 0  | 2  | 1  | 5  | -4  | 0,0%  |
| 33     | Nepal                  | 0   | 2  | 0  | 0  | 2  | 0  | 4  | -4  | 0,0%  |
| 34     | Sri Lanka              | 0   | 2  | 0  | 0  | 2  | 0  | 6  | -6  | 0,0%  |
| 34     | Vietnam                | 0   | 2  | 0  | 0  | 2  | 0  | 6  | -6  | 0,0%  |
| 36     | Mongolia               | 0   | 2  | 0  | 0  | 2  | 2  | 9  | -7  | 0,0%  |
| 37     | Palestina              | 0   | 2  | 0  | 0  | 2  | 0  | 7  | -7  | 0,0%  |
| 38     | Timor Oriental         | 0   | 2  | 0  | 0  | 2  | 3  | 11 | -8  | 0,0%  |
| 39     | Macao                  | 0   | 2  | 0  | 0  | 2  | 2  | 13 | -11 | 0,0%  |
| 40     | Birmania               | 0   | 2  | 0  | 0  | 2  | 0  | 11 | -11 | 0,0%  |
| 40     | China Taipéi           | 0   | 2  | 0  | 0  | 2  | 0  | 11 | -11 | 0,0%  |
| 42     | Bután                  | 0   | 0  | 0  | 0  | 0  | 0  | 0  | 0   | 0,0%  |
| 42     | Guam                   | 0   | 0  | 0  | 0  | 0  | 0  | 0  | 0   | 0,0%  |

## Goleadores
| Jugador             | Selección              | Goles |
| ------------------- | ---------------------- | ----- |
| Sarayoot Chaikamdee | Tailandia              | 8     |
| Maksim Shatskikh    | Uzbekistán             | 8     |
| Ismail Matar        | Emiratos Árabes Unidos | 6     |
| Ahmad Ajab          | Kuwait                 | 6     |
| Sebastián Soria     | Catar                  | 5     |
| Park Ji-Sung        | Corea del Sur          | 5     |
| Mohamad Ghaddar     | Líbano                 | 5     |
| Ziad Chabo          | Siria                  | 5     |

## Galería

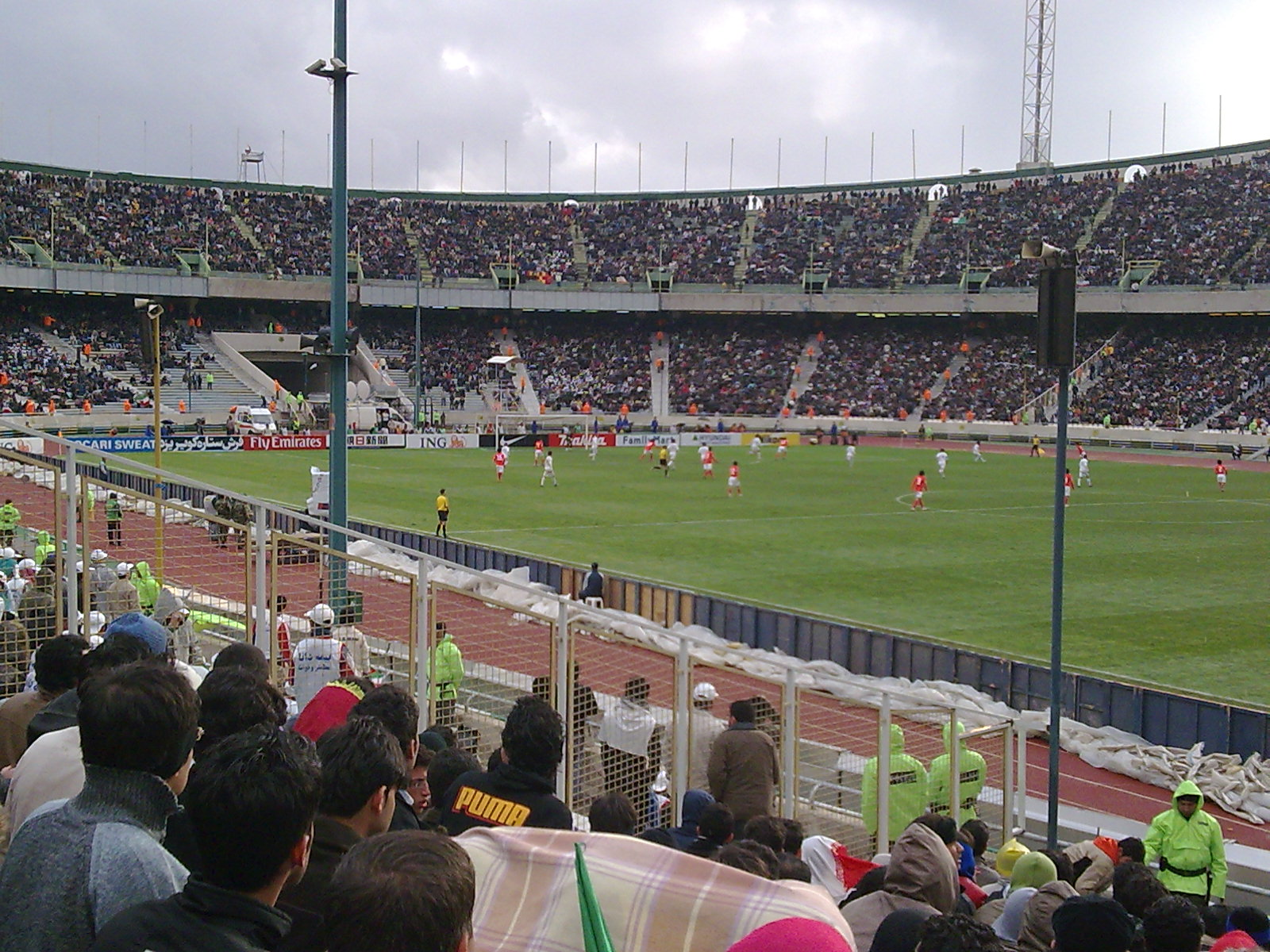
Irán vs Corea del Sur en 2009
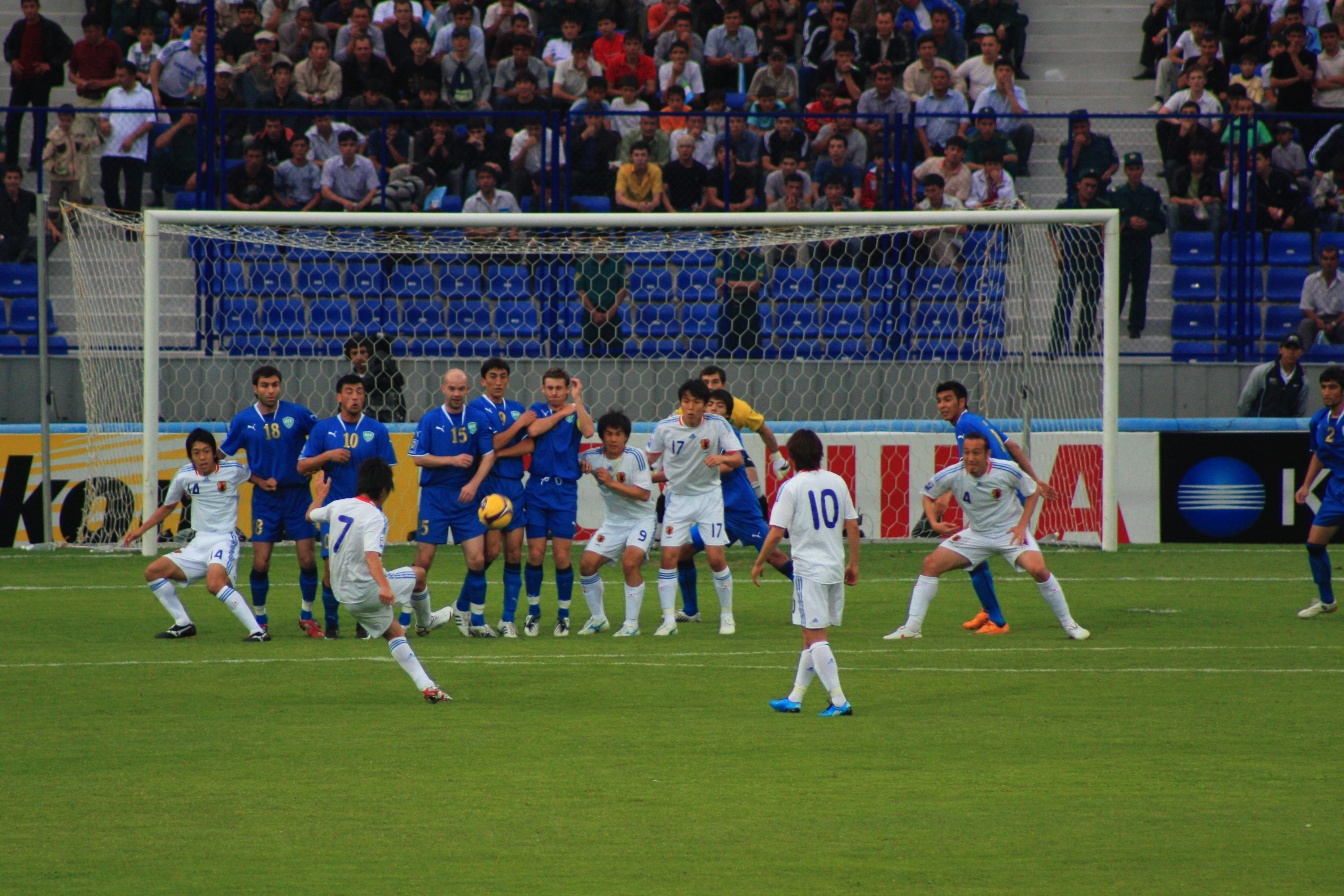
Uzbekistán vs Japón en 2009